# 老神温泉

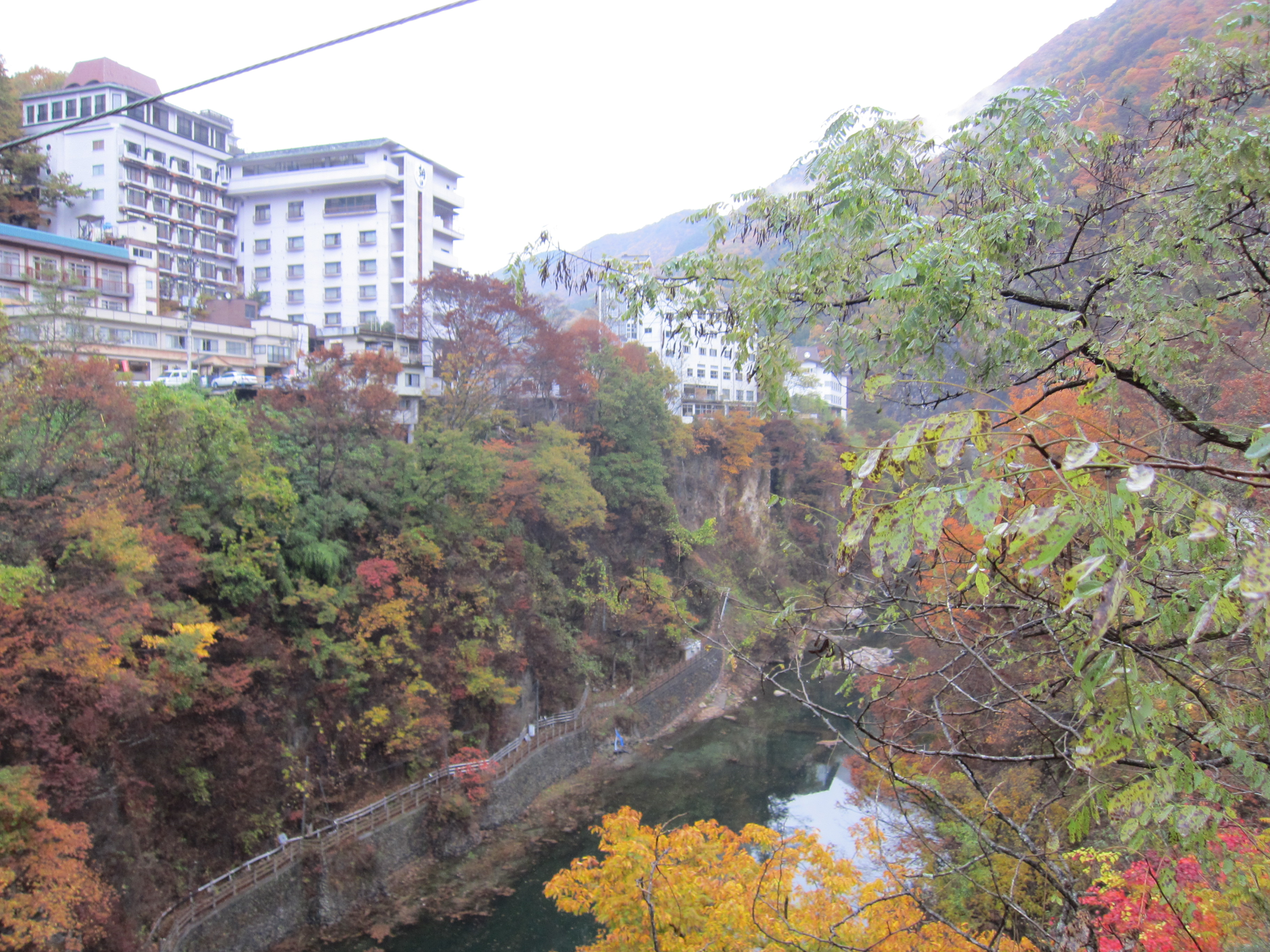
秋の老神温泉郷（2011年11月撮影）

老神温泉（おいがみおんせん）は、群馬県沼田市利根町にある温泉。

## 泉質
老神温泉旅館組合公式ウェブサイトによると、老神温泉には8つの源泉がある。代表的な源泉の泉質は下記の通り。
- 泉質：単純温泉
- 泉温：摂氏61.5度
- 効能：乾燥性皮膚炎（アトピー）、慢性関節リューマチ、筋肉痛、神経痛、神経炎、創傷、じん麻疹など

8つの源泉を一覧に示す。各温泉宿ごとに1本ないし複数本の源泉が引湯されている。
- 老神1号泉
- 老神3号泉
- 老神5号泉
- 老神7号泉
- 老神8号泉
- 老神10号泉
- 観音薬湯
- 若乃湯3号泉

かつては15本の源泉があり、1150リットル毎分の湧出量があった。

## 温泉街

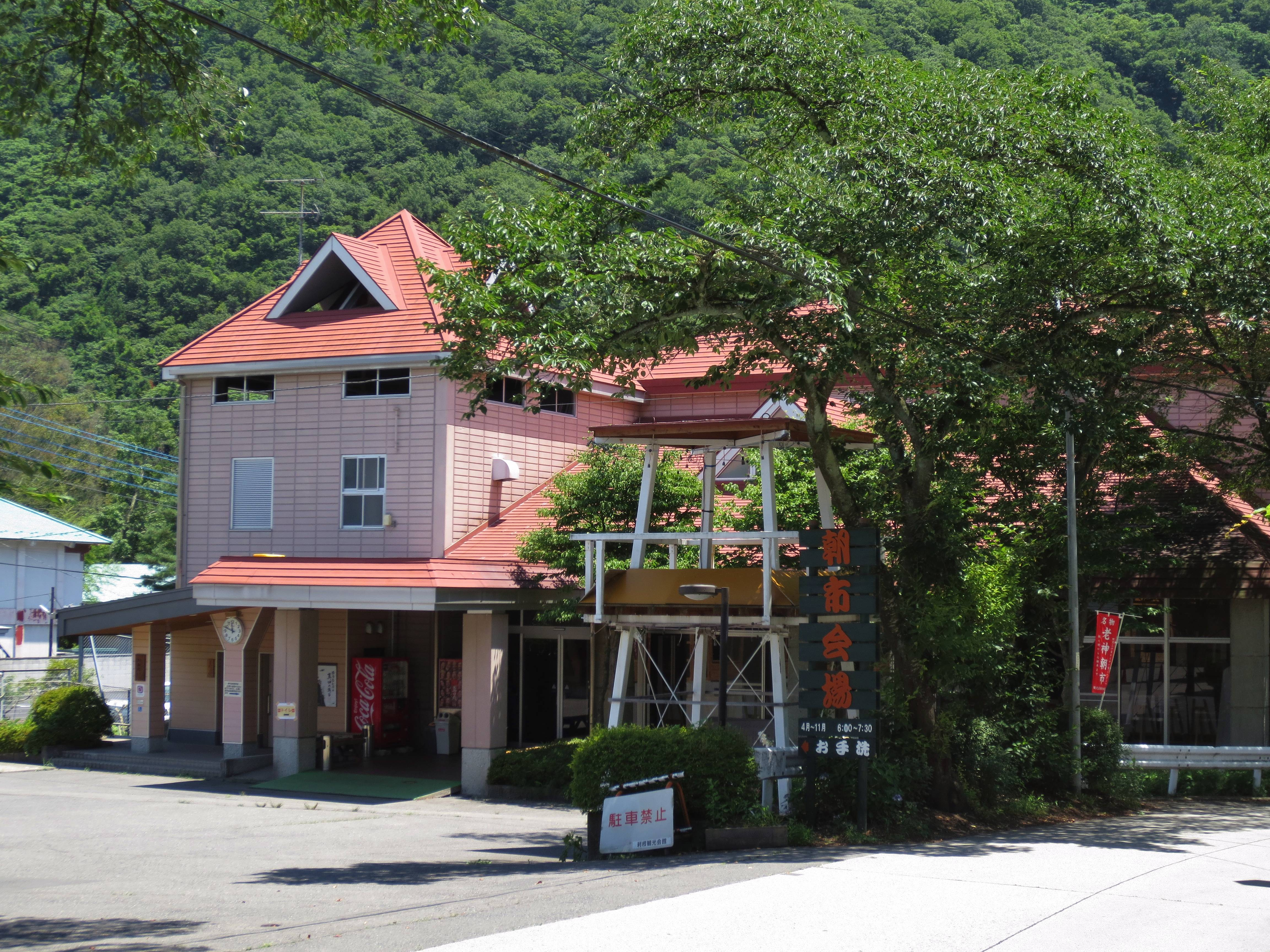
沼田市利根観光会館（沼田市利根町老神607番地1）
観光および地場産業の振興のため設置された施設。582席の大ホールや、会議室を備える。非常時は指定緊急避難場所・指定避難所としての役割も担う。

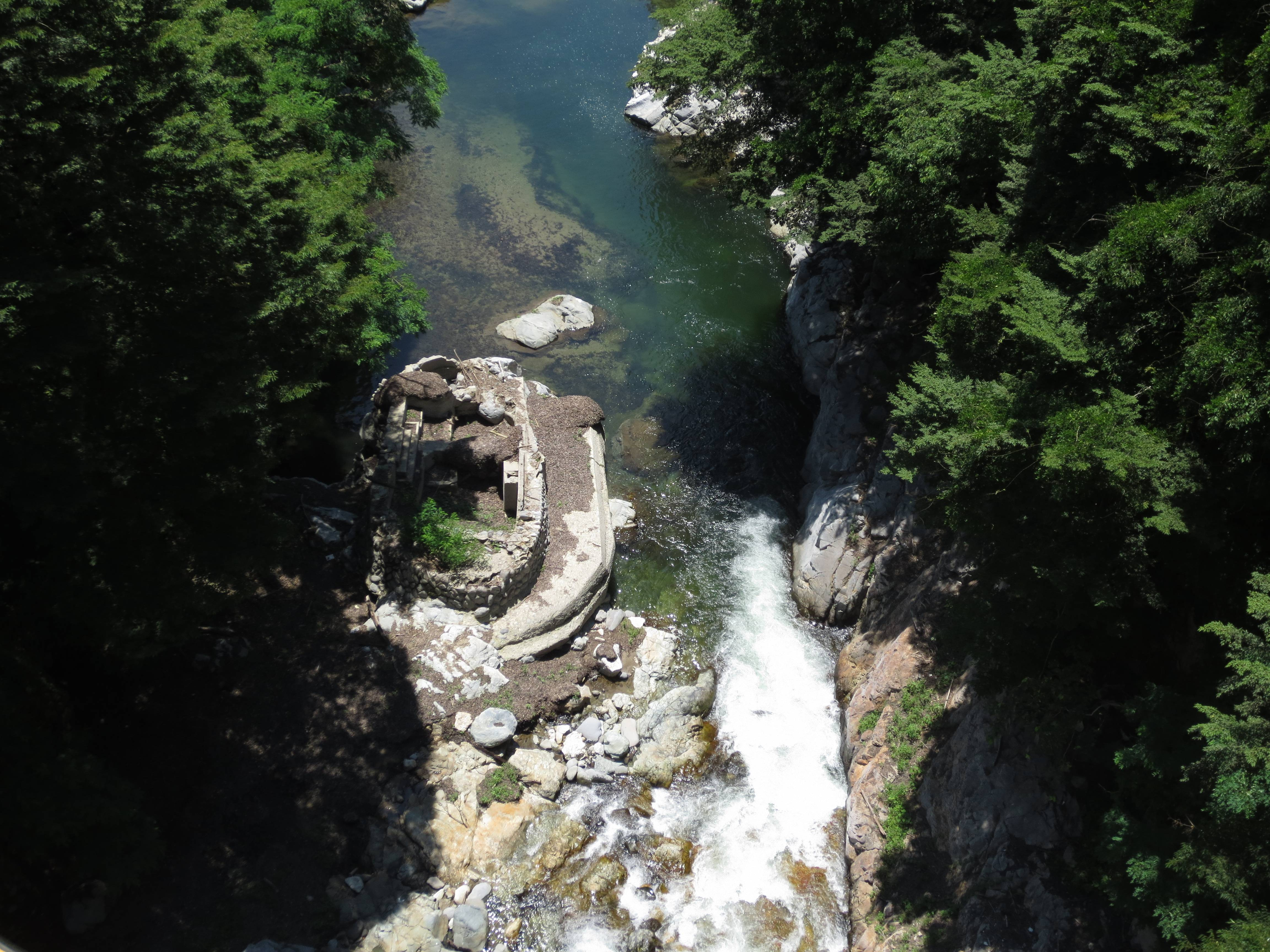
川原に残る遺構
川原の岩壺から温泉が湧き出ており、増水時は浴槽が水没していたという。

利根町老神・利根町穴原・利根町大楊にまたがる。片品川が作った深い渓谷に沿って温泉街が広がっている。1935年（昭和10年）古くから皮膚病に効く湯治場として知られ、大正時代には若山牧水が当地を訪れている。1935年（昭和10年）、老神温泉・穴原温泉・大楊温泉の旅館が組合を結成し、「老神温泉郷」と命名。1959年（昭和34年）には薗原ダムの建設に伴い、4軒が対岸の高台に移転し、1軒が取り壊しに遭った。
宿泊施設は明治時代初期に1軒・浴場1であったものが、昭和初期になると十数軒、最盛期の1983年（昭和58年）には22軒を数えた。老神温泉旅館組合公式ウェブサイトによると、2022年時点での旅館数は13軒である。
金精トンネルや関越自動車道の開通により、尾瀬や日光への観光の拠点としての機能も担うようになった。毎年10月が入込のピークである。

## イベント
- 2月：老神温泉節分祭・冬の花火[10]
- 2月 - 3月：老神温泉びっくりひな飾り[11]
- 4月 - 11月：老神温泉朝市[12]
- 5月：老神温泉大蛇まつり[13]
- 6月：老神温泉ポピーまつり[14]
- 8月：とねふるさと風のまつり[15]
- 8月：老神温泉納涼花火大会[16]
- 9月：老神温泉そば祭り[17]

## 歴史

### 地名の由来
「老神」の地名の由来として、『角川日本地名大辞典』「老神」・「老神温泉」の項には次のような説が紹介されている。
- 赤城山の神と二荒山の神との争いで、赤城山の神が当地に敗走して来たこと（追神）から。あるいは、逆に赤城山の神が二荒山の神を追い返したこと（追神）から。

- 赤城山の神による開湯伝説（「湯の神」の転訛）から。
- 「お湯の上（かみ）」の転訛。
- 「老神」の表記は永禄年間に沼田城城主夫人が追神を訪れ、老い行く我が身とかけて「老が身」としたことから。

### 開湯伝説・神域
伝承によると赤城山の神と二荒山の神との間で領地を巡う争いがあり、やがて劣勢となって当地まで撤退を余儀なくされた赤城山の神によって温泉が開かれたとされる。赤城山の神が弓（あるいは矢）を立てた場所から温泉が湧出し、傷を癒やした赤城山の神は再び二荒山の神に挑み、打ち倒したという。古墳時代、「毛野国」が2分され、現在の群馬県（上野国）と栃木県（下野国）となる過程で起こった国境争いから生まれた話とされる。
テレビアニメ『まんが日本昔ばなし』に見られるように、一般的には赤城山の神は大ムカデ、二荒山の神は大蛇とされる。しかし、老神温泉では赤城山の神が大蛇、二荒山の神が大ムカデと逆転して伝えられている。これに関しては藤原秀郷のムカデ退治の話から、勝者を大蛇に、敗者を大ムカデに見立てるものだとすれば、老神温泉では赤城山の神が勝利したとされることから、勝利した赤城山の神が大蛇で、敗退した二荒山の神が大ムカデと言われるようになったとする研究がある。
因みに老神温泉に流れる片品川を挟んだ東側に二荒山神社、西側に赤城神社がある。
歌
老神おんど
老神は、いで湯町

## 交通アクセス
公共交通機関
JR上越新幹線・上毛高原駅より路線バス（関越交通）で約70分間。
JR上越線・沼田駅より路線バス（関越交通）で約50分間。
一部のホテル・旅館では、上毛高原駅・沼田駅～老神温泉バス停間で、無料送迎バス『じゃおう号』を共同運行している。対象は宿泊予約済みの客限定で、前日までに予約が必要。宿泊施設によっては同バスに参加していないところもある。
自家用自動車
関越自動車道・沼田インターチェンジより国道120号を約30分間。